# Arbaciidae
Famille
Les Arbaciidae forment une famille d'oursins (échinodermes) de l'ordre des Arbacioida.

## Caractéristiques

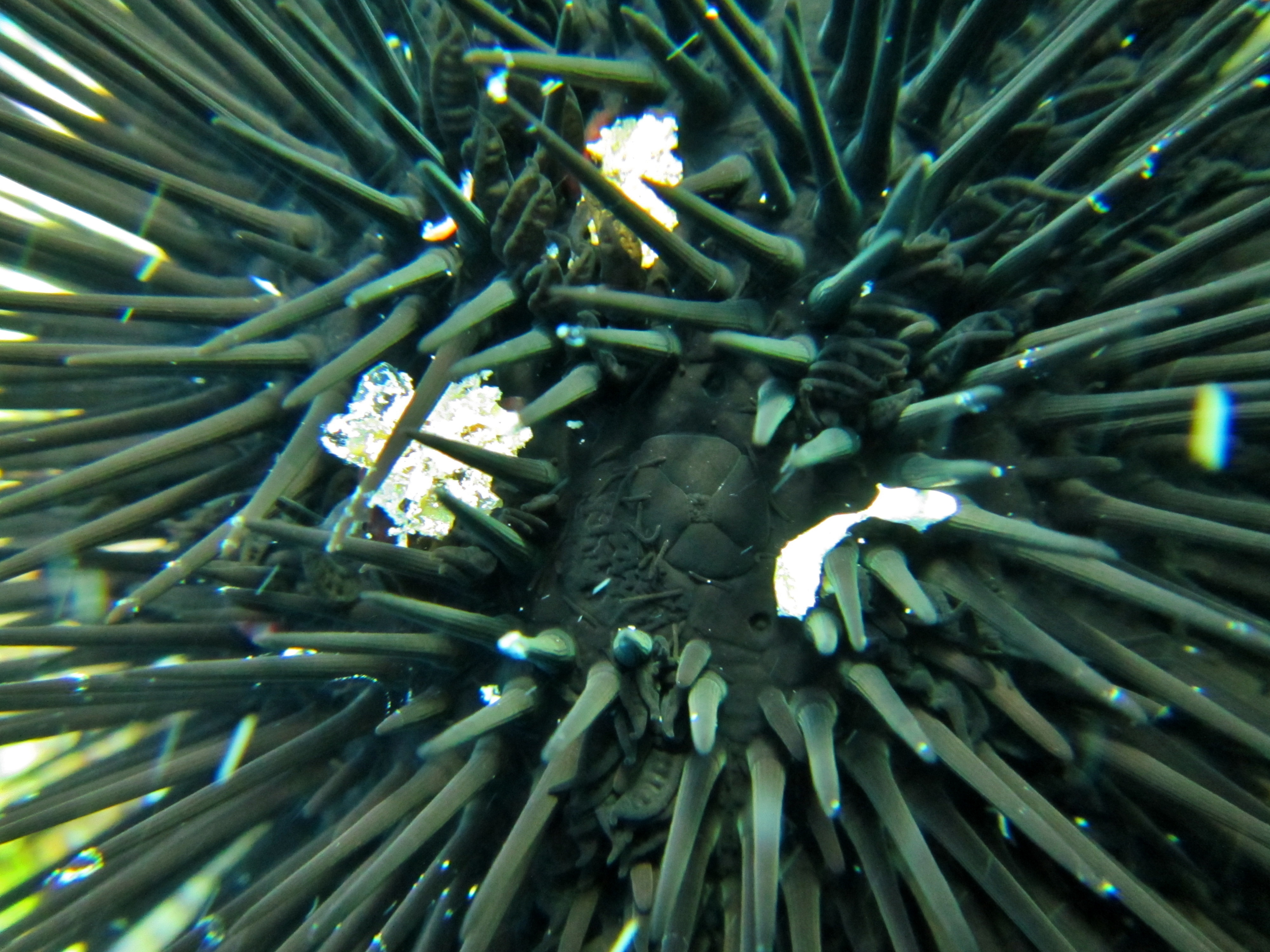
Appareil apical d'un Arbacia lixula. On distingue les quatre plaques suranales, trois des cinq gonopores et le madréporite (plaque en bas à gauche).

Les Arbaciidae sont des oursins réguliers : ils sont de forme grossièrement sphérique, avec une bouche située au centre de la face inférieure (orale) et l'anus à l'opposé, au sommet du test (face aborale). Ils se distinguent par leur anus protégé par une valve anale (souvent en 4 parties, chiffre rare chez les échinodermes) et leurs piquants souvent surtout voire exclusivement disposés à la périphérie (trait généralisé au moins au stade juvénile). 
- Les piquants (« radioles »), articulés à leur base, sont disposés sur des tubercules non perforés et non crénulés. Ceux-ci sont disposés sur la plaque selon le « type arbacide » : avec un grand élément central portant un tubercule flanqué de demiplaques supérieures et inférieures.
- La mâchoire (« Lanterne d'Aristote ») est de type stirodonte, à dents carénées.
- Le péristome (zone charnue entourant la bouche) occupe les deux tiers de la face orale[2].
- Le disque apical est généralement surélevé, dicyclique, continu, sans tubercules périanals mais pourvu de 4 ou 5 plaques en valves anales.
- Les ambulacres sont trigéminés (rarement, quadrigéminés), les paires de pores de la face aborale étant subgéminés (les podia en sont spécialisés pour la respiration)
- Les plaques sont composées d'une manière caractéristique, avec une plaque centrale portant un tubercule primaire, entourée de deux demi-plaques[3].

Cette famille semble avoir émergé au début du Crétacé, et possède actuellement des représentants dans tous les principaux bassins océaniques du monde.

## Liste des genres
| Selon World Register of Marine Species (6 octobre 2013) : - Genre Arbacia Gray, 1835 -- 6 espèces actuelles et 3 fossiles - Genre Arbaciella Mortensen, 1910 -- 1 espèce - Genre Coelopleurus L. Agassiz, 1840 -- 10 espèces actuelles et 4 fossiles - Genre Dialithocidaris A. Agassiz, 1898 -- 1 espèce - Genre Habrocidaris A. Agassiz & H.L. Clark, 1907 -- 2 espèces - Genre Podocidaris A. Agassiz, 1869 --- 3 espèces - Genre Pygmaeocidaris Döderlein, 1905 -- 1 espèce - Genre Sexpyga Shigei, 1975 -- 1 espèce - Genre Arbia Cooke, 1948 † - Genre Baueria Noetling, 1885 † - Genre Codiopsis L. Agassiz, in Agassiz & Desor, 1846 † - Genre Protechinus Noetling, 1897 † | Selon NCBI (6 octobre 2013) : - Genre Arbacia - Genre Arbaciella - Genre Coelopleurus - Genre Tetrapygus (désormais placé sou Arbacia) | Selon ITIS (6 octobre 2013) : - Genre Arbacia - Genre Coelopleurus - Genre Habrocidaris - Genre Podocidaris |

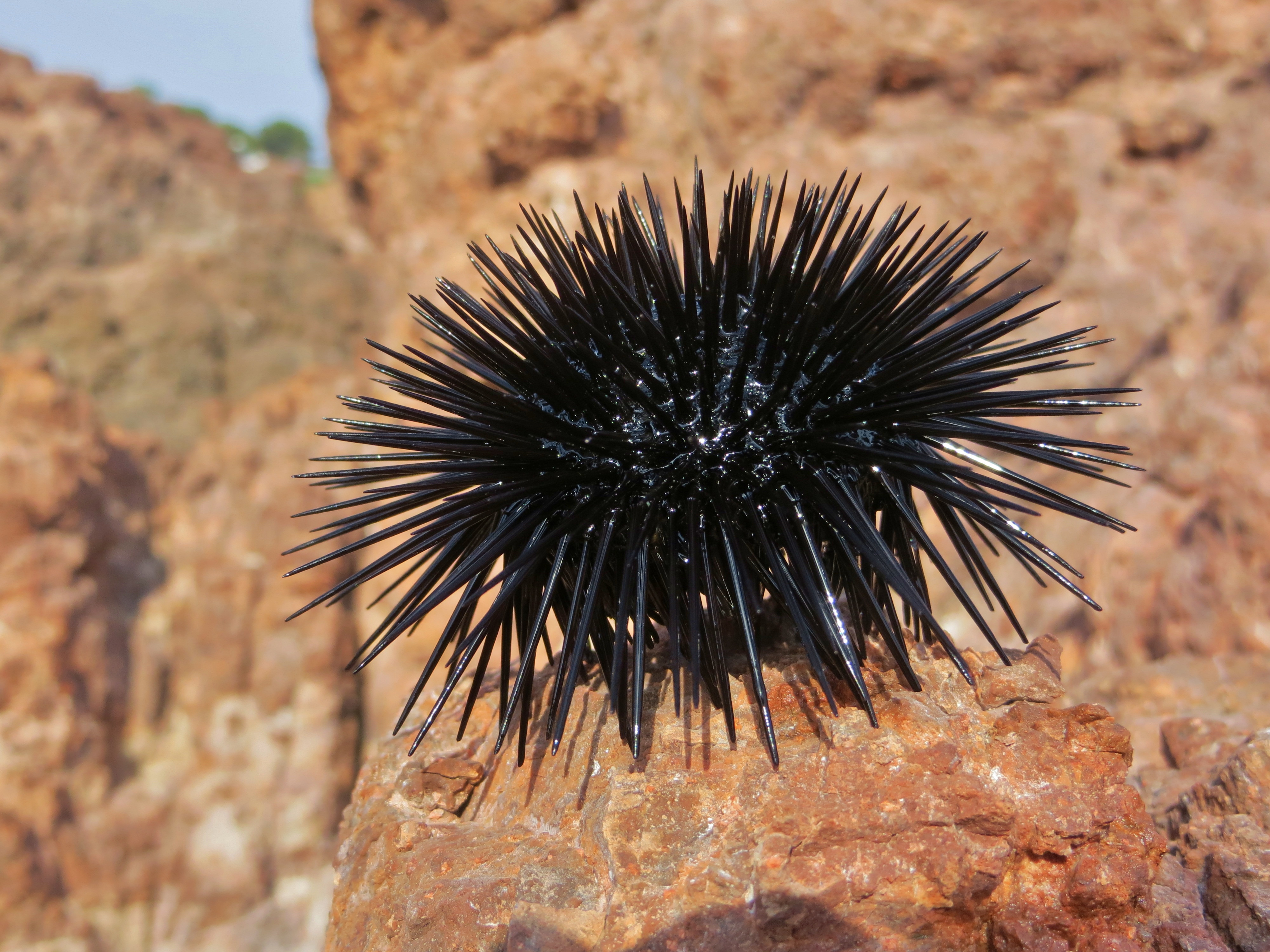
Arbacia lixula vivant, hors de l'eau
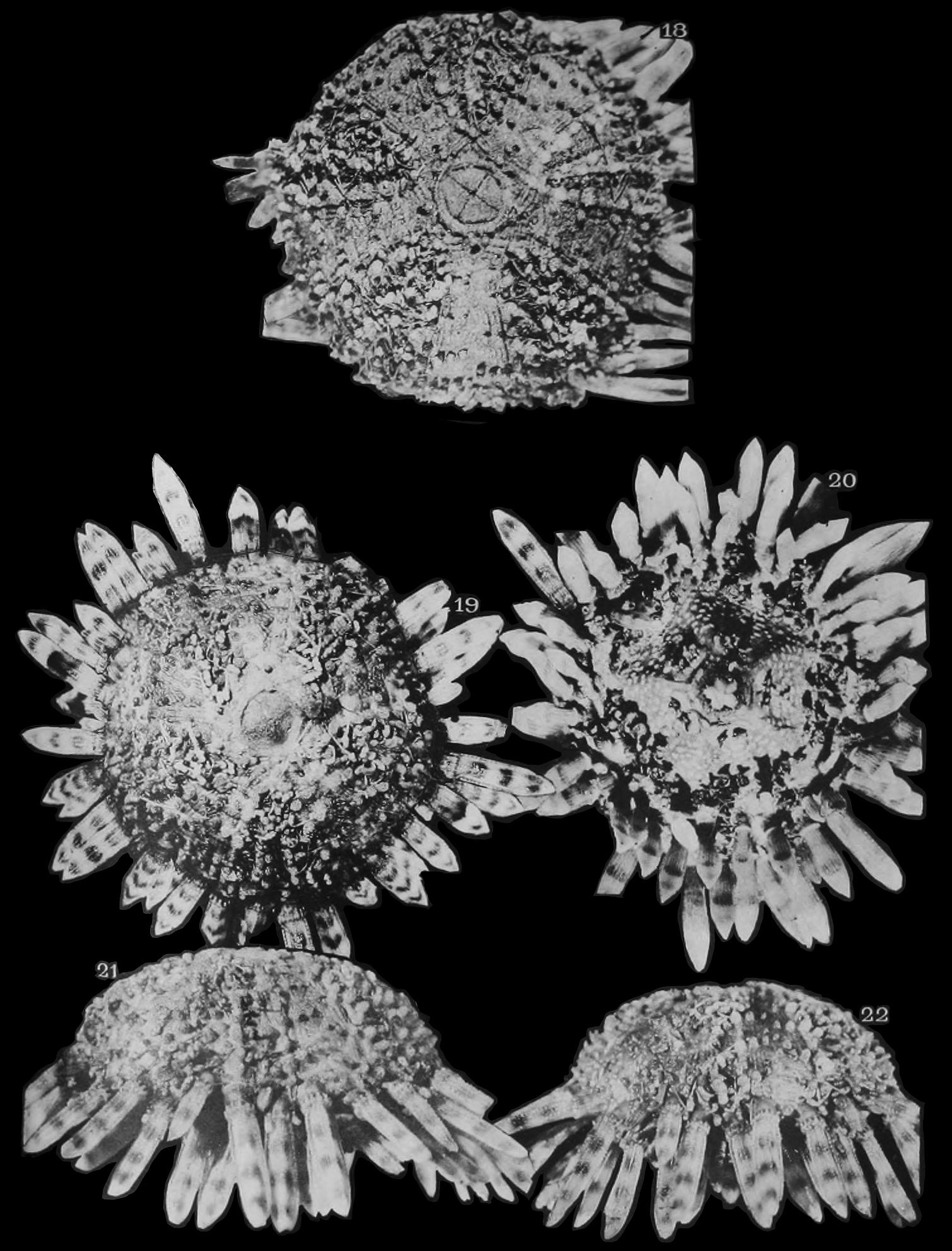
Arbaciella elegans
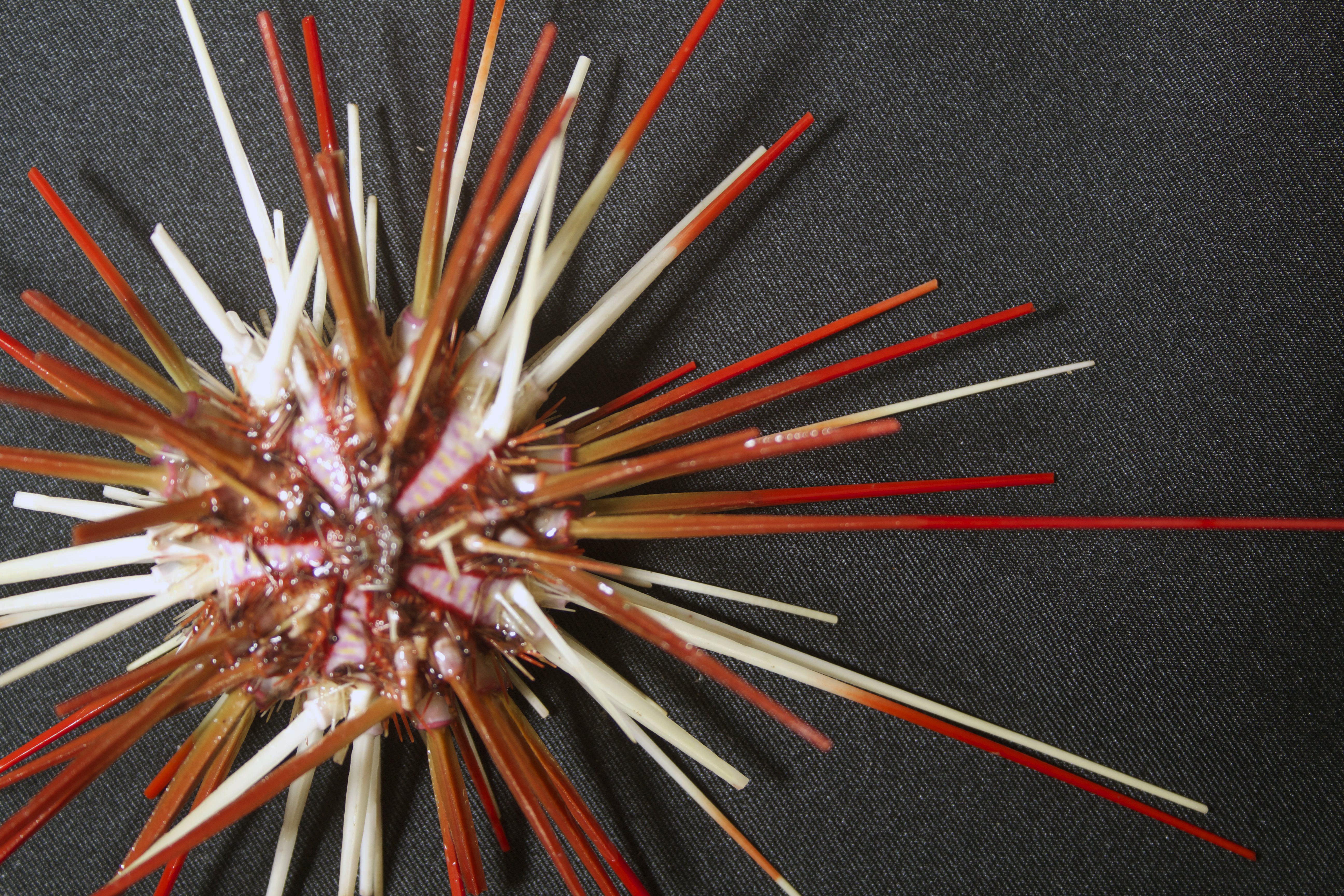
Coelopleurus floridanus
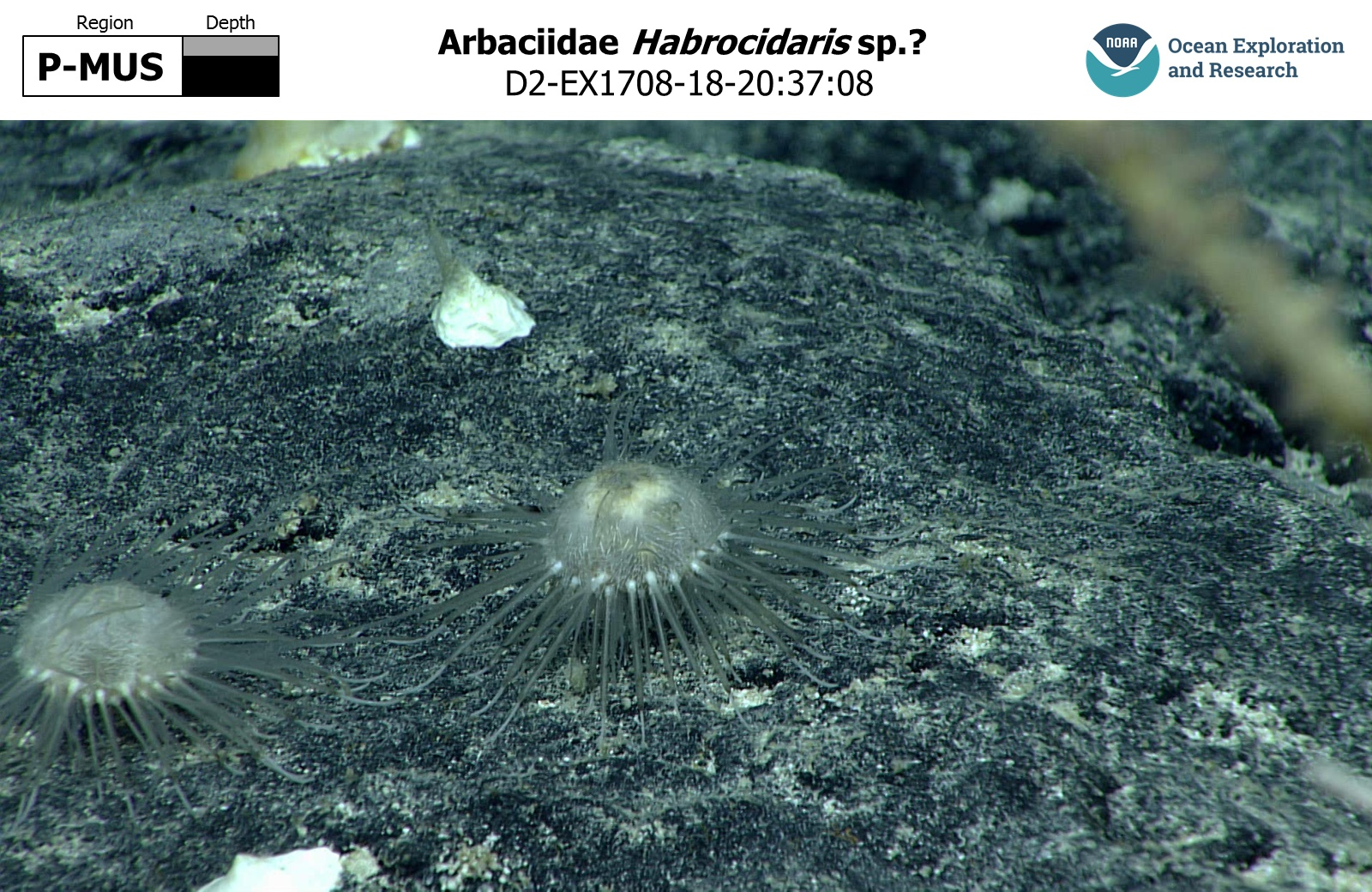
Habrocidaris sp.

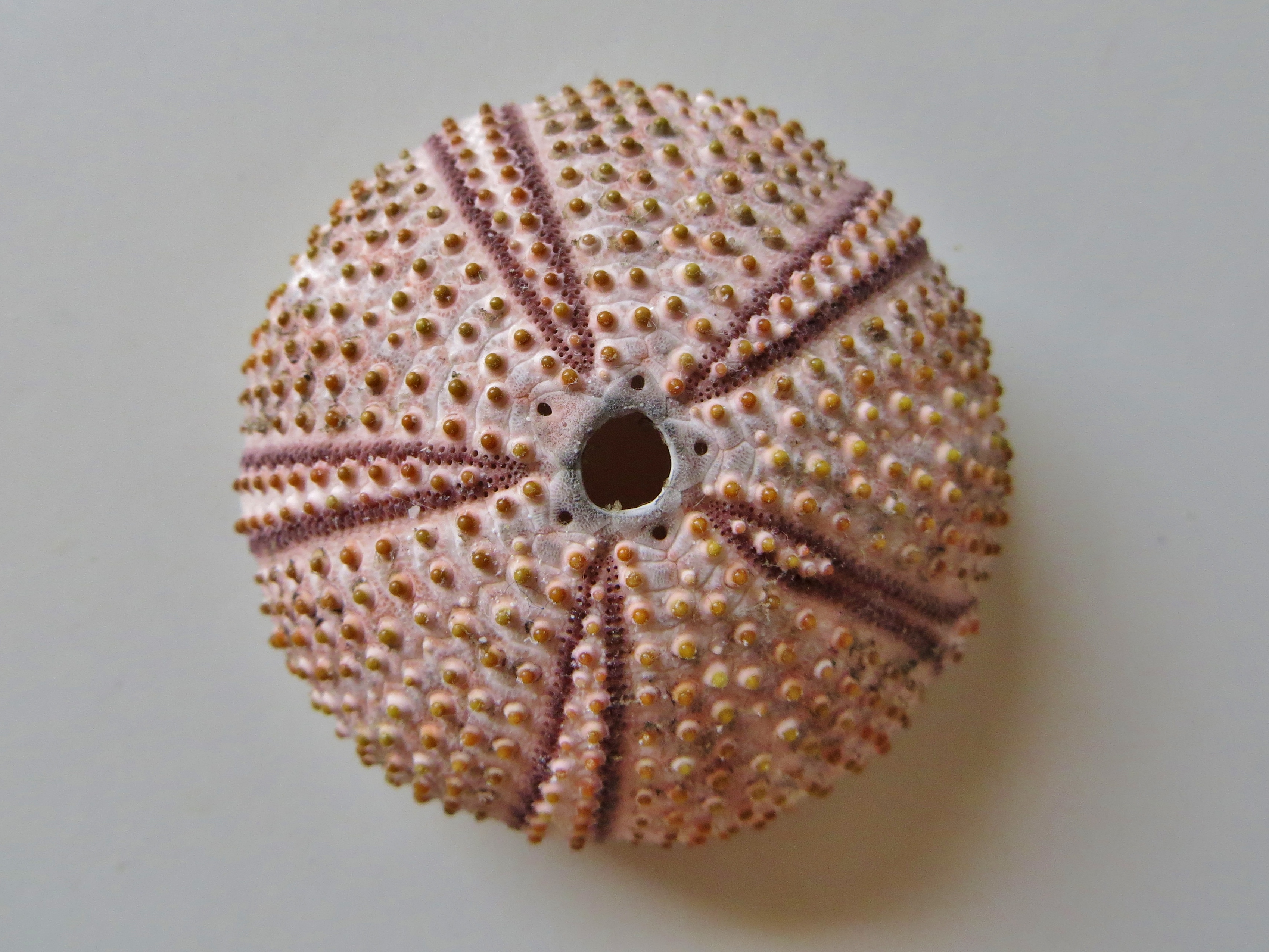
Test d'un Arbacia lixula
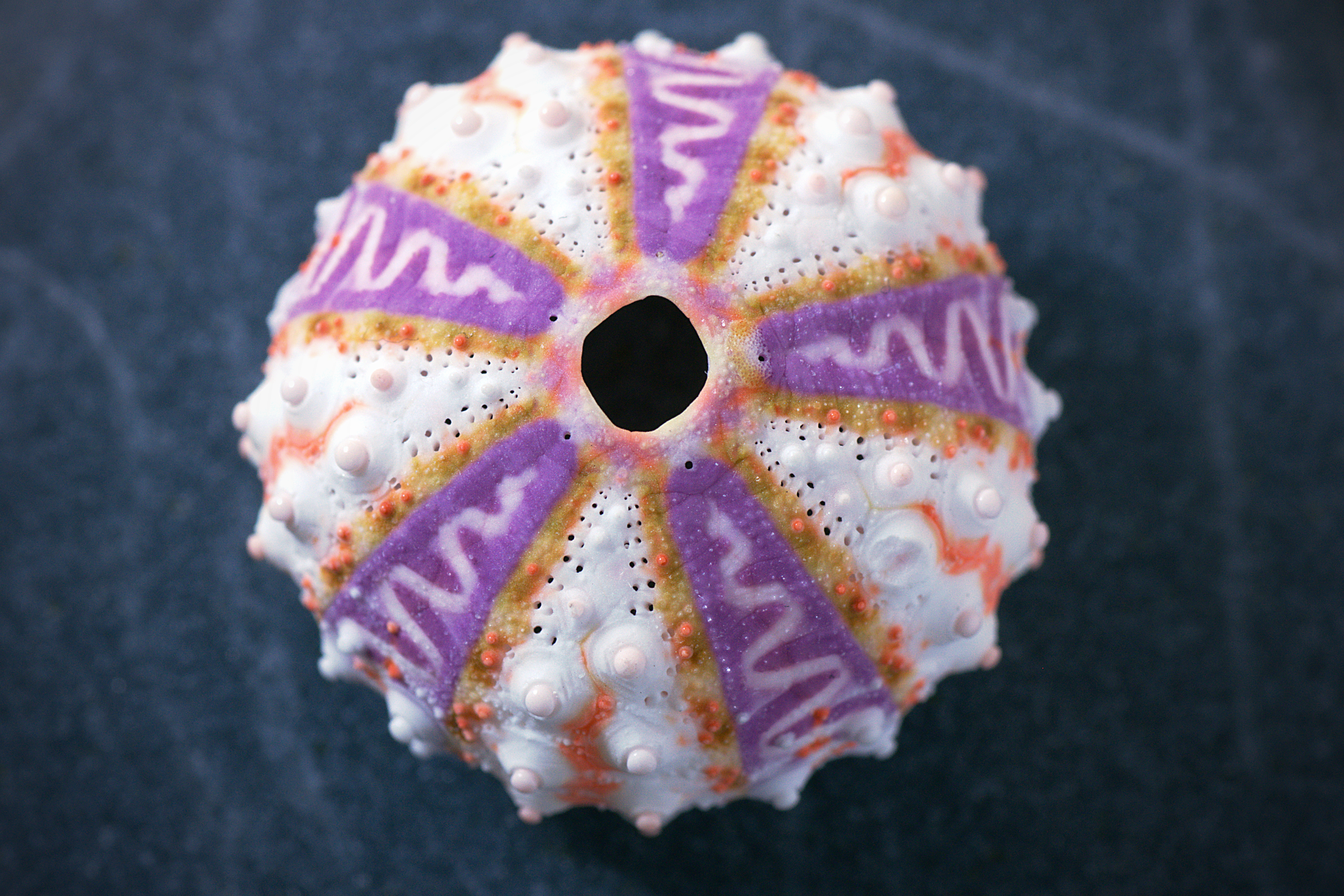
Coelopleurus exquisitus
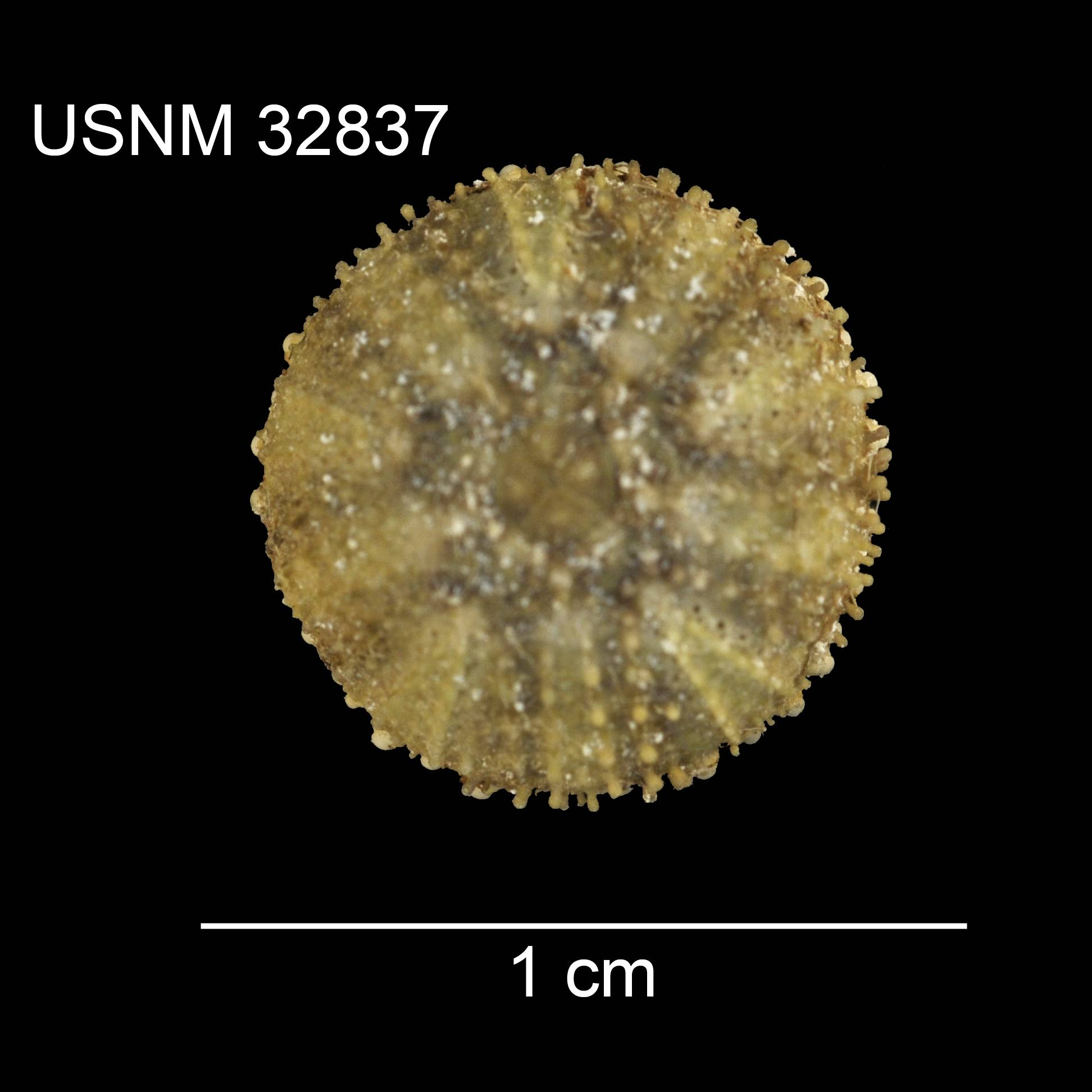
Podocidaris ornata